# 薩瑟蘭山
薩瑟蘭山（英語：Mount Sutherland），是南極洲的山峰，位於羅斯島，處於特羅爾山西北面2.6公里，海拔高度約2,500米，在2000年由美國南極名稱諮詢委員命名，現時由南極條約體系管理。
 本条目引用的公有领域材料来自美国地质调查局的文档 《薩瑟蘭山》 （資料來自地名信息系统）。